# Rock ’n’ Roller Coaster

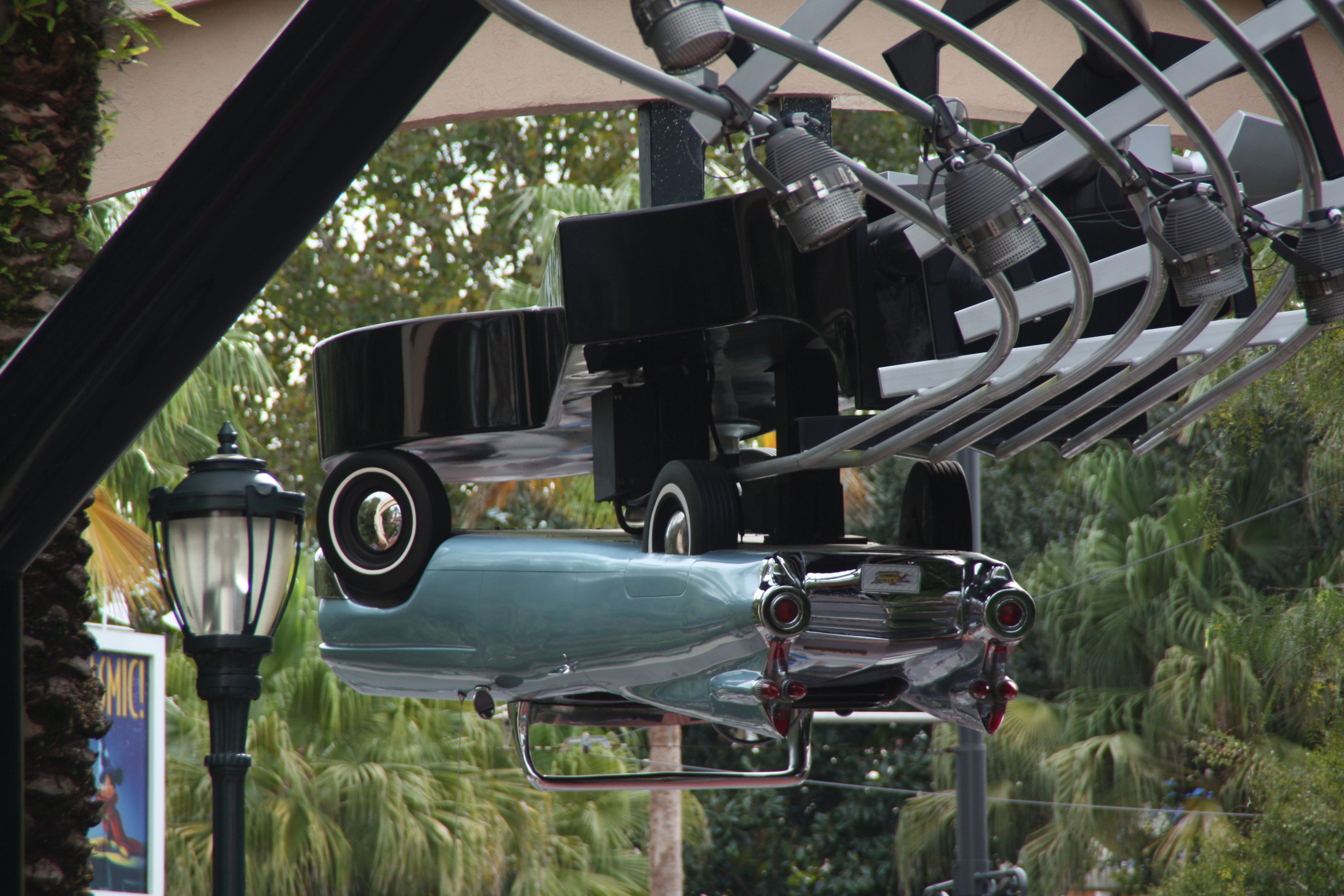
Rock ’n’ Roller Coaster in den Disney’s Hollywood Studios: ein auf dem Kopf stehender Wagen begrüßt die Gäste

Als Rock ’n’ Roller Coaster werden zwei, von der Schienenführung her, baugleiche Stahlachterbahnen in den Themenparks Disneyland Resort Paris – Walt Disney Studios Park und in Disney’s Hollywood Studios, Florida, bezeichnet.
1999 wurde die Anlage in Orlando mit dem Untertitel Starring: Aerosmith, 2002 die bei Paris mit dem Zusatz avec Aerosmith eröffnet. Letztere wurde jedoch im September 2019 geschlossen, um umgestaltet und im Juli 2022 als "Avengers Assemble: Flight Force" wiedereröffnet zu werden.

## Geschichte

### Idee
Den Namen der Bahn erfand Aerosmith-Frontmann Steven Tyler und machte durch einen Disney-Soundtrack die Idee zur Wirklichkeit.

### Planungen und Bauarbeiten
Die Planungen waren zuerst sehr schwierig, da es die erste Achterbahn ist, die in diesem Stil gebaut wurde. In der Achterbahn, die in kurzer Zeit in einem relativ kleinen Gebäude gebaut wurde, mussten die Teile millimetergenau angepasst werden. Im Innenraum verlaufen zahlreiche Kabel quer durch das Gebäude: Dort sind über 500 Lichter im Raum verteilt.
Die Bahn wurde zuerst gebaut, dann erst das Gebäude.

### Fertige Bahn
Nach erfolgreichen Arbeiten mit Aerosmith ging sie zusammen mit dem neuen Walt Disney Studios Park und in den heutigen Hollywood Studios Florida in Betrieb.

#### Besonderheiten und Fahrtablauf
Zu Beginn wird dem Besucher eine Preshow bezüglich der Band und der ersten Konfrontation mit dem Prototyp gezeigt.
Die Station stellt einen improvisierten Lagerraum dar, der mit vielen Lichtquellen ausgestattet wurde. In diesem Bereich befindet sich der Kontrollraum, in dem die Züge und der Ablauf der Fahrt kontrolliert werden. Durch die Aufteilung der Station in einen Ein- und Ausstiegsbereich können auf der Achterbahn alle vier Züge gleichzeitig eingesetzt werden. Um einen Betrieb der Anlage ohne Komplikationen zu garantieren, wurde ein fünfter Zug von der Herstellerfirma Vekoma bereitgestellt, der auf einem separaten Abstellgleis gewartet werden kann.
Die Achterbahnfahrt startet mit einem so genannten „Katapultstart“, bei dem der Wagen mit maximal 24 Personen in weniger als drei Sekunden auf 92 km/h beschleunigt wird. Mit Hilfe so genannter LSM (Linear Synchron Motoren) wird der tonnenschwere Achterbahnwagen nach dem Prinzip der elektromagnetischen Induktion auf einer etwa 50 Meter langen, horizontalen Strecke aus dem Stand heraus beschleunigt. Der Start wird mit einem zuvor angezeigten Countdown untermauert. Da die Wagen zur speziell von der Band Aerosmith eingespielten Musik fahren, ist jede Fahrt individuell. Der Rock ’n’ Roller Coaster zählt zu den Indoor- oder Dunkelachterbahnen.

#### Soundtrack
Zu Ehren von Aerosmith baute man in jeden einzelnen Sitz zwei Lautsprecher ein und ließ die Besucher folgende Aerosmith-Songs hören:
- Wagen 1: Nine Lives,
- Wagen 2: Sweet Emotion,
- Wagen 3: Back in the Saddle und Dude (looks like a lady),
- Wagen 4: Young Lust, Fine und Love in an elevator,
- Wagen 5: Love in an elevator und Walk this way.

## Timeline
- 29. Juli 1999 in Orlando: Der Rock ’n’ Roller Coaster Starring: Aerosmith wurde feierlich in den „MGM STUDIOS“ eröffnet.[1]
- 16. März 2002 in Paris: Rock ’n’ Roller Coaster avec Aerosmith wurde auch in Disneyland Resort Paris eröffnet (allerdings lange nicht so gut besucht wie heute).
- 29. Juni 2006 in Orlando: Ein 12-jähriges Kind wurde während der Fahrt bewusstlos und starb später. Technische Mängel an der Achterbahn wurden nicht festgestellt, deswegen wurde sie am nächsten Tag wieder eröffnet.
- 1. Juli 2007 in Paris: Ein 13-jähriges Mädchen starb in der Bahn in Paris; sie wurde ebenfalls bewusstlos und starb an Herzversagen.
- 2. April 2009 in Paris: Der Rock ’n’ Roller Coaster Starring Aerosmith fängt durch Schleifarbeiten auf dem Dach Feuer. 120 Menschen mussten in Sicherheit gebracht werden. Die Löscharbeiten haben mehr als vier Stunden gedauert.
- 2. September 2019 in Paris: Die Achterbahn wird geschlossen, um umfangreichere Renovierungsarbeiten an der Bahn durchzuführen und die Thematisierung zu einem Marvel- bzw. Iron-Man-Thema zu verändern. Die Bahn soll 2021 wieder eröffnet werden.
- 17. bzw. 20. Juli 2022 in Paris: Die Achterbahn wird erstmals mit dem neuen Namen "Avengers Assemble: Flight Force" im Themenbereich Avengers Campus für die Öffentlichkeit geöffnet